# Diarakorosso
Diarakorosso est une commune rurale située dans le département de Mangodara de la province de Comoé dans la région des Cascades au Burkina Faso.

## Histoire
Louis-Gustave Binger y fait étape le lundi 26 mars 1888.